# Efeitos de tatuagens na saúde
Uma grande quantidade de danos à saúde na saúde pode resultar da tatuagem. Por exigir a quebra da barreira da pele, a tatuagem acarreta riscos inerentes à saúde, incluindo infecções e reações alérgicas. Os tatuadores modernos reduzem esses riscos seguindo precauções universais, trabalhando com agulhas descartáveis de uso único e esterilizando o equipamento após cada uso. Muitos países têm exigido que os tatuadores sejam submetidos a treinamento periódico de patógenos transmitidos pelo sangue (Cruz Vermelha e da Administração de Segurança e Saúde Ocupacional dos Estados Unidos). 
Médicos dermatologistas observaram complicações médicas raras, mas, severas dos pigmentos da tatuagem no corpo, e observaram que os indivíduos que fazem tatuagens avaliam raramente riscos de saúde antes de receber suas tatuagens. Alguns médicos recomendaram uma maior regulação dos pigmentos usados na tinta de tatuagem. A ampla quantidade de pigmentos atualmente usados em tintas de tatuagem pode criar problemas de saúde imprevistos. 
Como os instrumentos de tatuagem entram em contato com sangue e fluidos corporais, doenças podem ser transmitidas se os instrumentos forem usados em mais de uma pessoa sem serem esterilizados. No entanto, a infecção por tatuagem em estúdios de tatuagem limpos e modernos que utilizam agulhas descartáveis é rara. 

## Infecções
Com tatuagens amadoras, como as aplicadas em prisões, no entanto, há um risco elevado de infecção. Para resolver esse problema, um programa foi introduzido no Canadá no verão de 2005 que oferece tatuagem legal nas prisões, tanto para reduzir os riscos à saúde quanto para fornecer aos presos uma habilidade comercializável. Os presos deveriam ser treinados para trabalhar e operar os estúdios de tatuagem, sendo que apenas seis estúdios foram abertos com sucesso.  
Nos Estados Unidos, a Cruz Vermelha proíbe uma pessoa que fez uma tatuagem de doar sangue por 12 meses (FDA 2000), a menos que o procedimento tenha sido feito em um estúdio autorizado  pelo estado, usando técnica estéril.  Nem todos os estados têm um programa de licenciamento, o que significa que as pessoas que fazem tatuagens nesses estados estão sujeitas ao adiamento da doação de sangue por, pelo menos, 12 meses, independentemente dos padrões de higiene do estúdio. Da mesma forma, o Reino Unido não fornece certificação para tatuadores e as doações de sangue são proibidas, sem exceção, por quatro meses após alguém tatuar-se 
As infecções que podem ser transmitidas pelo uso de equipamento de tatuagem não esterilizado ou tinta contaminada incluem infecções superficiais da pele, hepatite B, hepatite C, tuberculose e HIV .  Todavia, nenhuma pessoa nos Estados Unidos teria contraído o vírus HIV por meio de um processo de tatuagem aplicado comercialmente.  Os estudos da OSHA do estado de Washington sugeriram que, como as agulhas usadas na tatuagem não são ocas, no caso de uma picada de agulha, a quantidade de fluidos transmitidos pode ser pequena o suficiente para dificultar a transmissão do HIV. O risco de tétano é reduzido por ter um reforço de tétano atualizado antes de ser tatuado. De acordo com os Centros de Controle e Prevenção de Doenças, de 13.387 casos de hepatite nos EUA em 1995, 12 casos (0,09%) foram associados a estúdios de tatuagem; em comparação, 43 casos (0,32%) foram associados a consultórios odontológicos. 
Em 2006, o Centro de Controle de Doenças (EUA) relatou 3 grupos com 44 casos de infecção por estafilococos resistentes à meticilina atribuídos a tatuadores não licenciados. 

## Reações às tintas
Talvez devido ao mecanismo pelo qual o sistema imunológico da pele encapsula as partículas de pigmento no tecido fibroso, as tintas de tatuagem foram descritas como "notavelmente não reativas histologicamente".  No entanto, algumas reações alérgicas foram documentadas clinicamente. Não existe estimativa da incidência geral de reações alérgicas a pigmentos de tatuagem.  As alergias ao látex são aparentemente mais comuns do que às tintas; muitos artistas usam luvas sem látex quando solicitados. As tatuagens podem até desencadear uma resposta imunológica positiva, fortalecendo-a.  
Pessoas sensíveis ou alérgicas a certos metais podem reagir a pigmentos na pele com inchaço e/ou coceira e/ou secreção de um líquido claro chamado soro.  Tais reações são bastante raras, no entanto, e alguns artistas recomendam a realização de um teste prévio. Porque o mercúrio e o azocompostos (produtos químicos) em corantes vermelhos são mais comumente alergênicos do que outros pigmentos, as reações alérgicas são mais frequentemente vistas em tatuagens vermelhas. Reações alérgicas menos frequentes aos pigmentos preto, roxo e verde também foram observadas. 
Tintas de tatuagem contaminadas com alérgenos metálicos são conhecidas por causar reações graves, às vezes anos depois, quando a tinta original não está disponível para teste, no caso, configurando alergia à metais. 
Sais metálicos tradicionais são predominantes em tintas de tatuagem. Uma tatuagem de 76 por 127 mm pode conter de 1 a 23 microgramas de chumbo , mas não há evidências suficientes para avaliar se os sais metálicos são prejudiciais neste dosagem e através deste método. No entanto, em 2005, não houve relatos de toxicidade de metal de tinta de tatuagem.  Os pigmentos orgânicos (ou seja, pigmentos de metais não pesados) também podem representar problemas de saúde. A Comissão Europeia observou que cerca de 40% dos corantes de tatuagem orgânicos usados na Europa não foram aprovados para uso cosmético e que menos de 20% dos corantes continham uma amina aromática cancerígena. 

## Complicações de ressonância magnética
Alguns casos de queimaduras em tatuagens causadas por exames de ressonância magnética foram documentados. Os problemas tendem a ocorrer com desenhos contendo grandes áreas de tinta preta, já que o preto geralmente contém óxido de ferro; o scanner da ressonância magnética faz com que o ferro aqueça induzindo uma corrente elétrica ou histerese.  Pode ocorrer queimadura em tatuagens menores, como "maquiagem permanente",  mas isso é raro.  Os pigmentos não ferrosos também são conhecidos por causar queimaduras durante uma ressonância magnética.  Deve-se enfatizar que as queimaduras de tatuagem são raras, portanto, apenas ter uma tatuagem não contra-indica o uso da ressonância magnética. 

## Condições da pele e reações posteriores
As reações dérmicas mais comuns aos pigmentos de tatuagem são granulomas e várias doenças liquenoides. Outras condições observadas foram dermatite de cimento, depósitos de colágeno, lúpus eritematoso discóide, erupções eczematosas , hiperqueratose e paraqueratose e quelóides. Sabe-se que reações de hipersensibilidade a tatuagens permanecem latentes por períodos de tempo significativos antes de exibirem sintomas. Sabe-se que reações crônicas abruptas tardias, como dermatite eczematosa, se manifestam de meses a até vinte anos após o paciente ter feito sua tatuagem mais recente. 

## Outros efeitos adversos
Outras condições documentadas causadas por pigmentos de tatuagem foram carcinoma, hiperplasia, tumores e vasculite . Também pode ocorrer ceratoacantoma, o que torna obrigatória a excisão da área afetada. Tatuagens de globo ocular carregam seus próprios riscos. 

### Hematoma
Ocasionalmente, quando um vaso sanguíneo é perfurado durante o procedimento de tatuagem, pode aparecer um hematoma (hematoma). Os hematomas geralmente cicatrizam em uma semana.  Os hematomas podem aparecer como halos ao redor de uma tatuagem ou, se houver poças de sangue, como um hematoma maior. Este halo borrado azulado ou escuro que envolve uma tatuagem também pode ser atribuído à difusão de tinta  (efeito blow-out). Comumente confundida com um hematoma, essa descoloração ocorre quando os pigmentos da tatuagem se espalham no tecido subcutâneo abaixo da camada dérmica da pele e podem ser causados pelo depósito de tinta muito profundo na pele.  

### Sobrecarga no sistema linfático
Alguns pigmentos migram de um local de tatuagem para os gânglios linfáticos, onde grandes partículas podem se acumular.  As partículas criadas pelos tratamentos de remoção de tatuagens a laser podem ser pequenas o suficiente para serem transportadas pelo sistema linfático e excretadas, mas nem sempre é esse o caso;  a tecnologia laser utilizada para a remoção e a composição do(s) pigmento(s) a ser(em) removido(s) são variáveis. 

### Interferência no diagnóstico de melanoma
Os gânglios linfáticos podem ficar descoloridos e inflamados com a presença de pigmentos de tatuagem, mas a descoloração e a inflamação também são indicadores visuais de melanoma; conseqüentemente, o diagnóstico de melanoma em um paciente com tatuagens é dificultado e precauções especiais devem ser tomadas para evitar diagnósticos errôneos. 

### Efeitos dos anticoagulantes
Um regime de anticoagulantes pode afetar o processo de tatuagem, causando sangramento excessivo. Esse aumento do sangramento pode retardar o processo de entrada de tinta suficiente na pele. A cicatrização pós-tratamento também pode demorar mais. 

## Estudos de caso

### Reações a tintas
- Mortimer NJ, Chave TA, Johnston GA (2003). «Red tattoo reactions». Clin Exp Dermatol. 28 (5): 508–10. PMID 12950341. doi:10.1046/j.1365-2230.2003.01358.x
- Lubeck G, Epstein E (1952). «Complications of tattooing». Calif Med. 76 (2): 83–5. PMC 1521348. PMID 14905289
- Engel E, Santarelli F, Vasold R,  et al. (2008). «Modern tattoos cause high concentrations of hazardous pigments in skin». Contact Dermatitis. 58 (4): 228–33. PMID 18353031. doi:10.1111/j.1600-0536.2007.01301.x
- Steinbrecher I, Hemmer W, Jarisch R (2004). «Adverse reaction to the azo dye Pigment Red 170 in a tattoo». J Dtsch Dermatol Ges. 2 (12): 1007–8. PMID 16285314. doi:10.1046/j.1439-0353.2004.04733.x
- Kleinerman R, Greenspan A, Hale EK (2007). «Mohs micrographic surgery for an unusual case of keratoacanthoma arising from a longstanding tattoo». J Drugs Dermatol. 6 (9): 931–2. PMID 17941365
- Pauluzzi P, Giordani M, Guarneri GF,  et al. (1998). «Chronic eczematous reaction to red tattoo». J Eur Acad Dermatol Venereol. 11 (2): 187–8. PMID 9784053. doi:10.1111/j.1468-3083.1998.tb00780.x
- Kluger N, Minier-Thoumin C, Plantier F (2008). «Keratoacanthoma occurring within the red dye of a tattoo». Journal of Cutaneous Pathology. 35 (5): 504–7. PMID 17976209. doi:10.1111/j.1600-0560.2007.00833.x
- Winkelmann RK, Harris RB (1979). «Lichenoid delayed hypersensitivity reactions in tattoos». Journal of Cutaneous Pathology. 6 (1): 59–65. PMID 438395. doi:10.1111/j.1600-0560.1979.tb00306.x
- Verdich J (1981). «Granulomatous reaction in a red tattoo». Acta Derm Venereol. 61 (2): 176–7. PMID 6165203
- Cairns RJ, Calnan CD (1962). «Green tattoo reactions associated with cement dermatitis». Br J Dermatol. 74 (8–9): 288–94. PMID 13875622. doi:10.1111/j.1365-2133.1962.tb13513.x
- Balfour E, Olhoffer I, Leffell D,  et al. (2003). «Massive pseudoepitheliomatous hyperplasia: an unusual reaction to a tattoo». Am J Dermatopathol. 25 (4): 338–40. PMID 12876493. doi:10.1097/00000372-200308000-00010
- Schwartz RA, Mathias CG, Miller CH,  et al. (1987). «Granulomatous reaction to purple tattoo pigment». Contact Dermatitis. 16 (4): 198–202. PMID 3595119. doi:10.1111/j.1600-0536.1987.tb01424.x
- Morales-Callaghan AM Jr; Aguilar-Bernier M Jr; Martínez-García G;  et al. (2006). «Sarcoid granuloma on black tattoo». J Am Acad Dermatol. 55 (5 Suppl): S71-3. PMID 17052538. doi:10.1016/j.jaad.2005.12.022
- Cui W, McGregor DH, Stark SP,  et al. (2007). «Pseudoepitheliomatous hyperplasia - an unusual reaction following tattoo: report of a case and review of the literature». Int J Dermatol. 46 (7): 743–5. PMID 17614808. doi:10.1111/j.1365-4632.2007.03150.x
- Biro L, Klein WP (1967). «Unusual complications of mercurial (cinnabar) tattoo. Generalized eczematous eruption following laceration of a tattoo». Arch Dermatol. 96 (2): 165–7. PMID 6039153. doi:10.1001/archderm.1967.01610020057017
- Antal AS, Hanneken S, Neumann NJ,  et al. (2008). «Erhebliche zeitliche Variationsbreite von Komplikationen nach Tätowierungen». Der Hautarzt. 59 (10): 769–71. PMID 18773181. doi:10.1007/s00105-008-1631-y

### Toxinas em tintas
- Civatte J, Bazex J (2007). «Piercing and tattooing: regulation is needed to reduce complications». Bull Acad Natl Med. 191 (9): 1819–38. PMID 18663977
- Hannuksela M (2005). «Tattoo pigments contains toxic compounds, but legislators do not pay attention». Duodecim. 121 (17): 1802–2. PMID 16262117
- Möhrenschlager M, Worret WI, Köhn FM (2006). «Tattoos and permanent make-up: background and complications». MMW Fortschr Med. 148 (41): 34–6. PMID 17190258. doi:10.1007/bf03364782
- Poon, Kelvin Weng Chun (2008), In situ chemical analysis of tattooing inks and pigments: modern organic and traditional pigments in ancient mummified remains, University of Western Australia
- Wollina U, Gruner M, Schönlebe J (2008). «Granulomatous tattoo reaction and erythema nodosum in a young woman: common cause or coincidence?». J Cosmet Dermatol. 7 (2): 84–8. PMID 18482009. doi:10.1111/j.1473-2165.2008.00368.x

### Outras reações dermatológicas
- Kazandjieva J, Tsankov N (2007). «Tattoos: dermatological complications». Clin Dermatol. 25 (4): 375–82. PMID 17697920. doi:10.1016/j.clindermatol.2007.05.012
- Kluger N (2012). «Acute complications of tattooing presenting in the ED». Am J Emerg Med. 30 (9): 2055–2063. PMID 22944541. doi:10.1016/j.ajem.2012.06.014
- Müller KM, Schmitz I, Hupe-Nörenberg L (2002). «Reaction patterns to cutaneous particulate and ornamental tattoos». Der Pathologe. 23 (1): 46–53. PMID 11974503. doi:10.1007/s00292-001-0507-z
- Papageorgiou PP, Hongcharu W, Chu AC (1999). «Systemic sarcoidosis presenting with multiple tattoo granulomas and an extra-tattoo cutaneous granuloma». J Eur Acad Dermatol Venereol. 12 (1): 51–3. PMID 10188151. doi:10.1111/j.1468-3083.1999.tb00809.x
- Schmitz I, Müller KM (2004). «Elemental analysis of tattoo dyes: is there a potential risk from tattoo dyes?». J Dtsch Dermatol Ges. 2 (5): 350–3. PMID 16281523. doi:10.1046/j.1439-0353.2004.04755.x

### Ressonância magnética
- Klitscher D, Blum J, Kreitner KF,  et al. (2005). «MRT-induced burns in tattooed patients: Case report of a traumatic surgery patient». Unfallchirurg. 108 (5): 410–4. PMID 15909207. doi:10.1007/s00113-004-0877-9
- Stecco A, Saponaro A, Carriero A (2007). «Patient safety issues in magnetic resonance imaging: state of the art». Radiol Med. 112 (4): 491–508. PMID 17563855. doi:10.1007/s11547-007-0154-4
- Wagle WA, Smith M (2000). «Tattoo-induced skin burn during MR imaging». AJR Am J Roentgenol. 174 (6). 1795 páginas. PMID 10845532. doi:10.2214/ajr.174.6.1741795
- Vahlensieck M (2000). «Tattoo-related cutaneous inflammation (burn grade I) in a mid-field MR scanner». Eur Radiol. 10 (1). 197 páginas. PMID 10663745. doi:10.1007/s003300050034
- Franiel T, Schmidt S, Klingebiel R (2006). «First-degree burns on MRI due to nonferrous tattoos». AJR Am J Roentgenol. 187 (5): W556. PMID 17056894. doi:10.2214/AJR.06.5082

### Linfonodos e melanoma
- Gutermuth J, Hein R, Fend F,  et al. (2007). «Cutaneous pseudolymphoma arising after tattoo placement». J Eur Acad Dermatol Venereol. 21 (4): 566–7. PMID 17374006. doi:10.1111/j.1468-3083.2006.01964.x
- Gall N, Bröcker EB, Becker JC (2007). «Particularities in managing melanoma patients with tattoos: case report and review of the literature». J Dtsch Dermatol Ges. 5 (12): 1120–1. PMID 17919304. doi:10.1111/j.1610-0387.2007.06386.x
- Chikkamuniyappa S, Sjuve-Scott R, Lancaster-Weiss K,  et al. (2005). «Tattoo pigment in sentinel lymph nodes: a mimicker of metastatic malignant melanoma». Dermatol Online J. 11 (1). 14 páginas. PMID 15748555. doi:10.5070/D31B43M26H
- Hannah H, Falder S, Steele PR,  et al. (2000). «Tattoo pigment masquerading as secondary malignant melanoma». Br J Plast Surg. 53 (4). 359 páginas. PMID 10876271. doi:10.1054/bjps.2000.3346
- Kluger N, Jolly M, Guillot B (2008). «Tattoo-induced vasculitis». J Eur Acad Dermatol Venereol. 22 (5): 643–4. PMID 18384545. doi:10.1111/j.1468-3083.2008.02729.x
- Sperry K (1992). «Tattoos and tattooing. Part II: Gross pathology, histopathology, medical complications, and applications». Am J Forensic Med Pathol. 13 (1): 7–17. PMID 1585890. doi:10.1097/00000433-199203000-00003
- Zirkin HJ, Avinoach I, Edelwitz P (2001). «A tattoo and localized lymphadenopathy: a case report». Cutis. 67 (6): 471–2. PMID 11419018